# Шляховер Леонид Григорьевич
Шляховер Леонид Григорьевич (род. 1 июля 1969 г.) — Президент фонда развития научно-культурных связей «Вызов», генеральный продюсер церемонии вручения Национальной премии в области будущих технологий «ВЫЗОВ», организатор международных проектов, исполнительный директор конкурса «Евровидение 2009».

## Биография
Детство и юность
Леонид Шляховер родился 1 июля 1969 года в семье врача-стоматолога и инженера. В детстве и юности занимался баскетболом, учился в спортивной школе. В 1991-м окончил Московский медицинский стоматологический институт имени Н. А. Семашко, факультет «Лечебное дело», получив специальность «врач-терапевт»..
Во время учёбы работал сначала в реанимации токсикологического отделения НИИ имени Н. В. Склифосовского, после этого — на одной из подстанций скорой медицинской помощи. Параллельно с врачебной практикой пробовал себя в бизнесе. Вместе с друзьями учредил ТОО «Арсенал Трэйдинг», ставшее одним из первых дистрибьюторов компании MasterFoods, благодаря которой в России появились шоколадные батончики Snickers, Mars, Bounty.
Работа в Европе
В 1990-х Леонид Шляховер уехал в Германию. В Европе он создал компанию «Evrokonzert GmbH». За несколько лет было организовано более 150 концертов российской музыки..
Работа с группой «Тату»
В 2002-2003-ом Леонид Шляховер — один из организаторов международного промотура группы «Тату» «200 по встречной»: концерты прошли в Японии, Великобритании, Польше, Чехии, Словакии, Германии, странах Северной Америки.
В 2003-ом Шляховер становится менеджером группы «Тату». В том же году дуэт принимает участие в конкурсе «Евровидение» в Риге и занимает 3 место, будучи при этом лидером по итогам голосования телезрителей. В одной из стран телеголосование в последний момент заменяют на голосование жюри, сославшись на несогласованности между телефонным провайдером и вещателем конкурса. Это вызывает предположения о возможной подтасовке результатов.
В 2005-2006-м Леонид Шляховер — организатор мирового турне «Dangerous and moving», во время которого состоялось более 100 выступлений «Тату» по всему миру: в России, Казахстане, Украине, Франции, Румынии, Чили, Египте, ОАЭ, Тайване, Южной Корее, Израиле, Италии, Швеции, Бразилии, Аргентине, Мексике.
Леонид Шляховер — сопродюсер реалити-шоу «t.A.T.u. Expedition». В течение нескольких месяцев съёмочные группы сопровождали коллектив во время гастролей — от Лос-Анжелеса до Рима. В 2006-м году в эфир на канале МУЗ ТВ вышло 18 серий проекта.
Леонид Шляховер — соавтор идеи полнометражного художественного фильма «You and I» (2009). Главные роли в картине исполнили Миша Бартон и Антон Ельчин, в фильме также снялись солистки группы «Тату».
Фильм-концерт «Москва-Берлин»
2005-й — год 60-летия победы СССР в Великой Отечественной войне. Леонид Шляховер становится продюсером фильма-концерта в Берлине у Бранденбургских ворот. Он собрал больше 50 000 зрителей, на одной сцене — десятки звёзд российской и мировой музыки (Иосиф Кобзон, Гарик Сукачёв, Крис Норман, Мирей Матьё и другие). Фильм-концерт был показан в эфире телеканала НТВ 9 мая 2005 года..
Работа в «Красном квадрате» и проект «Красная звезда»
В 2007 году Леонид Шляховер начинает работать в должности руководителя музыкальной дирекции компании «Красный квадрат». Он запускает проект «Красная звезда» на Первом канале — ежемесячный независимый российский хит-парад и дискуссионное ток-шоу с участием ведущих игроков шоу-бизнеса: организаторов концертов, продюсеров, популярных артистов. Собираясь в одной студии, они обсуждают актуальные проблемы музыкальной индустрии.
«Евровидение» в Москве
После победы Димы Билана в 2008 году на «Евровидении» в Сербии Россия получила право организовать и провести конкурс в 2009 году. Леонид Шляховер был назначен исполнительным директором конкурса песни «Евровидение 2009» и руководил командой из более 6000 человек.
За активное участие в подготовке и проведении конкурса «Евровидение 2009» награждён Почётной грамотой президента Российской Федерации..
Премия «Человек, изменивший мир»
Леонид Шляховер — организатор международной премии Михаила Горбачёва «Человек, изменивший мир», призванной отметить заслуги тех, кто внёс большой вклад в развитие науки и культуры.
Торжественная церемония вручения премии прошла 30 марта 2011 года в Королевском Альберт-холле в Лондоне, её вели Шэрон Стоун и Кевин Спейси, среди гостей были президент Израиля Шимон Перес, экс-канцлер Германии Герхард Шрёдер, экс-президент Польши Лех Валенса, бывший губернатор Калифорнии Арнольд Шварцнеггер; на сцене выступили Scorpions, Мелани Си, Лара Фабиан, «Машина времени», Дмитрий Хворостовский, Игорь Крутой.
Часть собранных на мероприятии средств была передана в Институт детской гематологии и трансплантологии имени Раисы Горбачёвой.
Tea Funny
В ноябре 2010 года Леонид Шляховер вместе с партнёром по продюсерским проектам учредил ООО «Ти Фанни Ворлд». Компания производила и продавала напитки на основе свежезаваренного чая с добавлением сиропов, желе или шариков с фруктовым соком..
В течение нескольких лет кафе Tea Funny были открыты в 75 городах России, а также за рубежом, в том числе в Казахстане, Белоруссии, Узбекистане и на родине напитка — Тайване.
До 2020 года Леонид Шляховер занимал пост председателя совета директоров компании.
Фонд «Вызов»
В 2023 году Леонид Шляховер возглавил фонд развития научно-культурных связей «Вызов» и стал генеральным продюсером церемонии вручения Национальной премии в области будущих технологий «ВЫЗОВ».
Телеверсию в эфире Первого канала посмотрели более 4,5 миллионов человек, на YouTube — более 300 тысяч, вышли десятки статей и телерепортажей с общим охватом более 150 млн человек.
Хобби
Спортсмен-рыболов, многократный участник и призёр соревнований по ловле хищной рыбы спиннингом с лодок.
Семья
Леонид Шляховер женат на Сусанне Шляховер, у него двое детей.